# Groupe 18 du tableau périodique
Cet article court présente un sujet plus développé dans : gaz noble.
Le groupe 18 du tableau périodique, dit des gaz nobles, autrefois appelé groupe O dans l'ancien système IUPAC utilisé en Europe et groupe VIIIA dans le système CAS nord-américain, contient les éléments chimiques de la 18e colonne, ou groupe, du tableau périodique des éléments :
| Période | Élément chimique | Élément chimique | Z   | Famille d'éléments | Configuration électronique[2] |
| ------- | ---------------- | ---------------- | --- | ------------------ | ----------------------------- |
| 1       | He               | Hélium           | 2   | Gaz noble          | 1s2                           |
| 2       | Ne               | Néon             | 10  | Gaz noble          | [He] 2s2 2p6                  |
| 3       | Ar               | Argon            | 18  | Gaz noble          | [Ne] 3s2 3p6                  |
| 4       | Kr               | Krypton          | 36  | Gaz noble          | [Ar] 4s2 3d10 4p6             |
| 5       | Xe               | Xénon            | 54  | Gaz noble          | [Kr] 5s2 4d10 5p6             |
| 6       | Rn               | Radon            | 86  | Gaz noble          | [Xe] 6s2 4f14 5d10 6p6        |
| 7       | Og               | Oganesson        | 118 | Indéterminée       | [Rn] 7s2 5f14 6d10 7p6        |
Hormis l'hélium, qui appartient au bloc s du tableau périodique, les éléments de ce groupe appartiennent au bloc p. À l'exception de l'oganesson, dont la nature chimique n'a pas été caractérisée, ils sont tous rangés dans la famille des gaz nobles, d'où le nom de ce groupe.